# نیکوغایوس مامیکونیان
نیکوغایوس هوهانسی مامیکونیان (ارمنی: Նիկողայոս Հովհաննեսի Մամիկոնյան؛ انگلیسی: Nikołayos Mamikonyan؛ زادهٔ ۱۱ دسامبر ۱۸۶۰ - درگذشته ۲۱ مهٔ ۱۹۳۷)، نثرنویس، روستایی‌نویس ، حقوق‌دان و فرهنگ‌نویس اهل ارمنستان بود.

## زندگی‌نامه
وی در ۱۱ دسامبر ۱۸۶۰ در گاندزاک (کیروف‌آباد سابق) به دنیا آمد و در رشته حقوق در دانشگاه ادسا تحصیل نمود. از سال ۱۹۱۷ تا زمان مرگش در کیروف‌آباد در تفلیس زندگی نمود و در رشته حقوق فعالیت نمود وی عضو اتحادیه نویسندگان اتحاد شوروی بود.  وی در ۲۱ مهٔ ۱۹۳۷ در سن ۷۶ سالگی درگذشت.

## آثار
رمان‌ها و داستان‌های کوتاه او بازتابی از زندگی روستایی هستند.

## یادداشت
1. ↑  բառարանագիր